# Agrostis mustaphae
Agrostis mustaphae é uma espécie de gramínea do gênero Agrostis, pertencente à família Poaceae.